# António Anastásio Bruto da Costa
António Anastásio Bruto da Costa (Goa, Goa Sul, Salcete, Margão, 9 de Agosto de 1902 - Goa, Goa Sul, Salcete, Margão, 16 de Agosto de 1984) foi um político português.

## Biografia
Descendente directo por varonia de Marada Poi, Brâmane Gaud Saraswat do século XVI.
Liderou um grupo também conhecido como o "Círculo de Margão" que pretendia uma maior autonomia de Goa perante Portugal durante o Estado Novo.
Casou em Goa, Goa Sul, Salcete, Margão, a 20 de Janeiro de 1934 com sua prima Lucília Esmeralda Barbosa (Goa, Goa Sul, Salcete, Margão, 19 de Agosto de 1912 - ?), ambos Goeses católicos. Foram pais, entre outros, de Alfredo Bruto da Costa.